# Sonate K. 349
La sonate K. 349 (F.297/L.170) en fa majeur est une œuvre pour clavier du compositeur italien Domenico Scarlatti.

## Présentation
La sonate K. 349, en fa majeur, notée Allegro, est la première d'une paire avec la sonate suivante de même tonalité. Si le contraste de mesures est présent dans cette paire, c'est par le jeu qu'il est le plus remarquable. Cette toccata procède par petits mouvements de broderies à la main droite (seules les basses sont en mouvements disjoints), alors qu'au contraire, la suivante étire ses arpèges et les doigts de l'interprète,.

## Manuscrits
Le manuscrit principal est le numéro 24 du volume VII (Ms. 9778) de Venise (1754), copié pour Maria Barbara ; l'autre est Parme IX 22 (Ms. A. G. 31414).

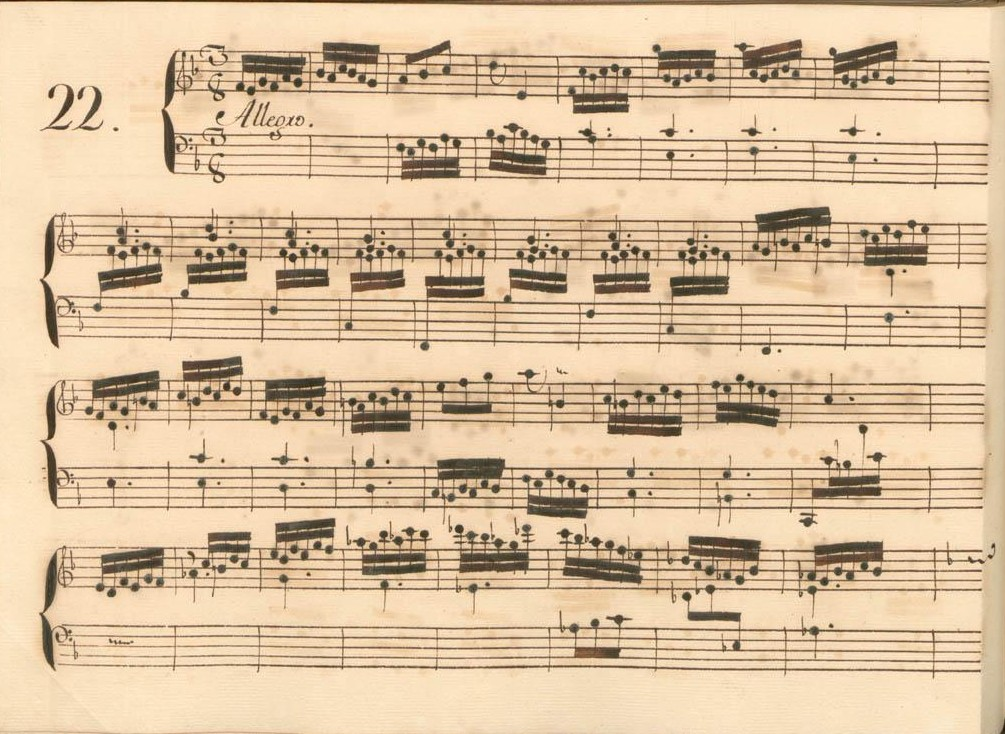
Parme IX 22.
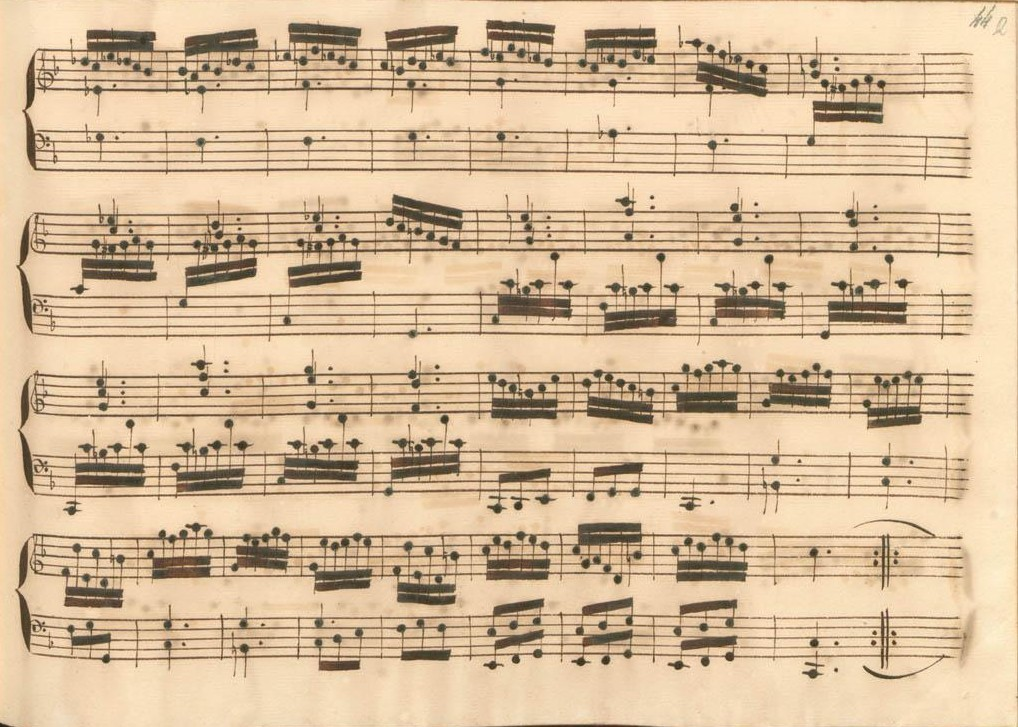
Parme IX 22 (fin de la première section).
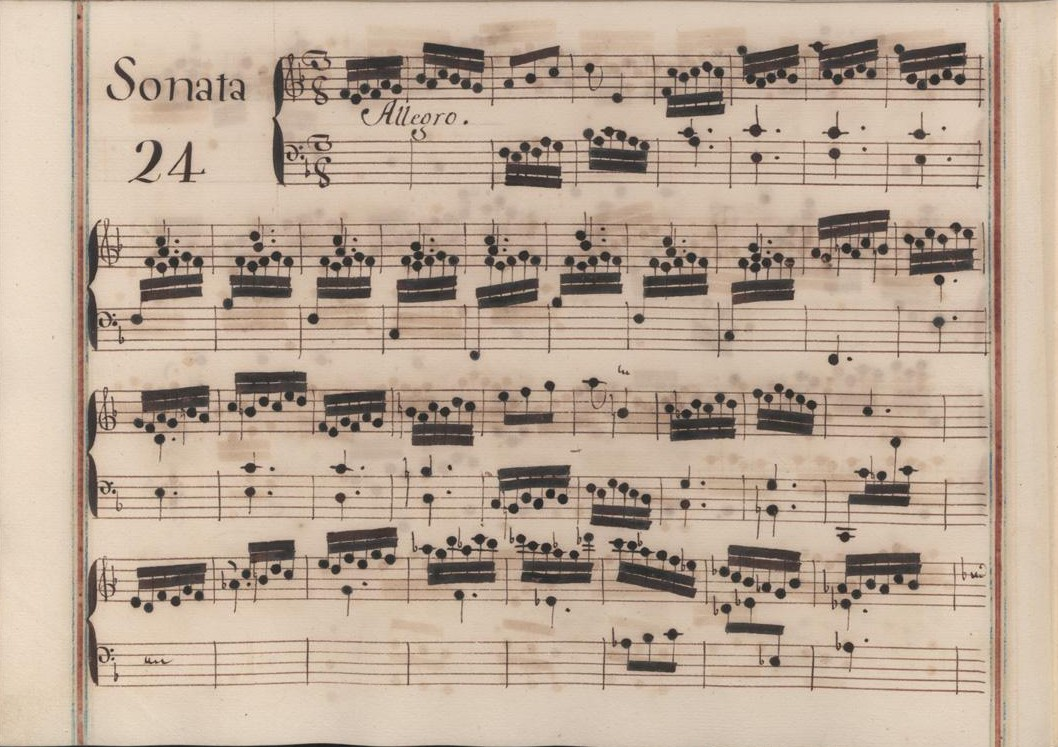
Venise VII 24.
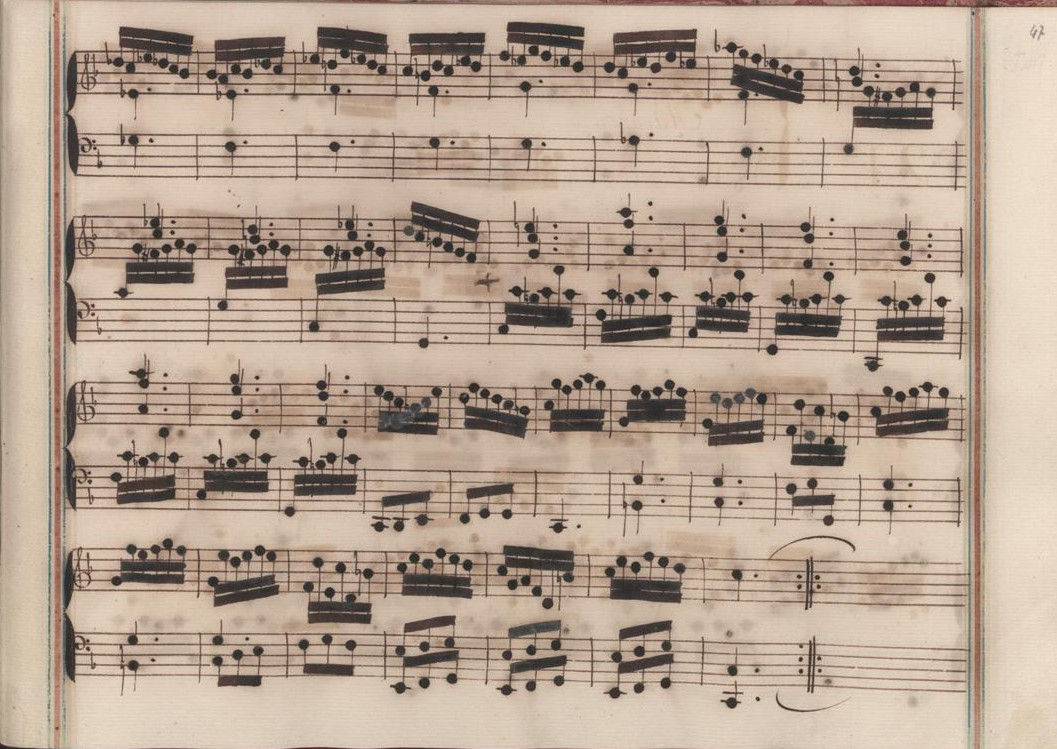
Venise VII 24 (fin de la première section).
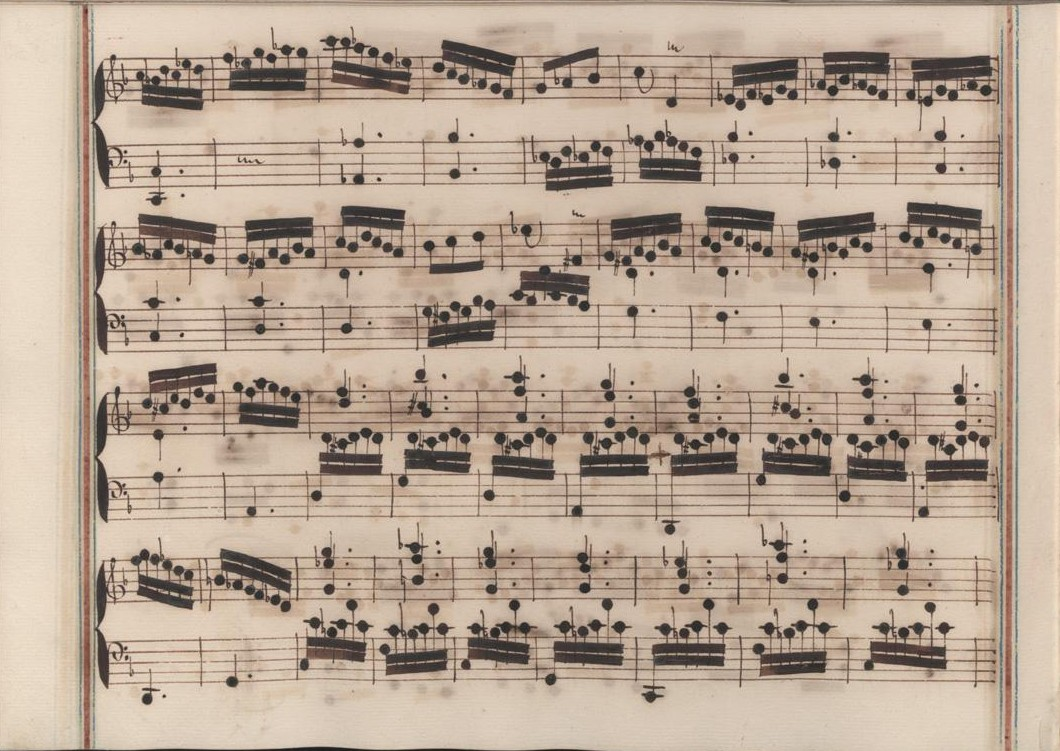
Venise VII 24 (début de la seconde section).
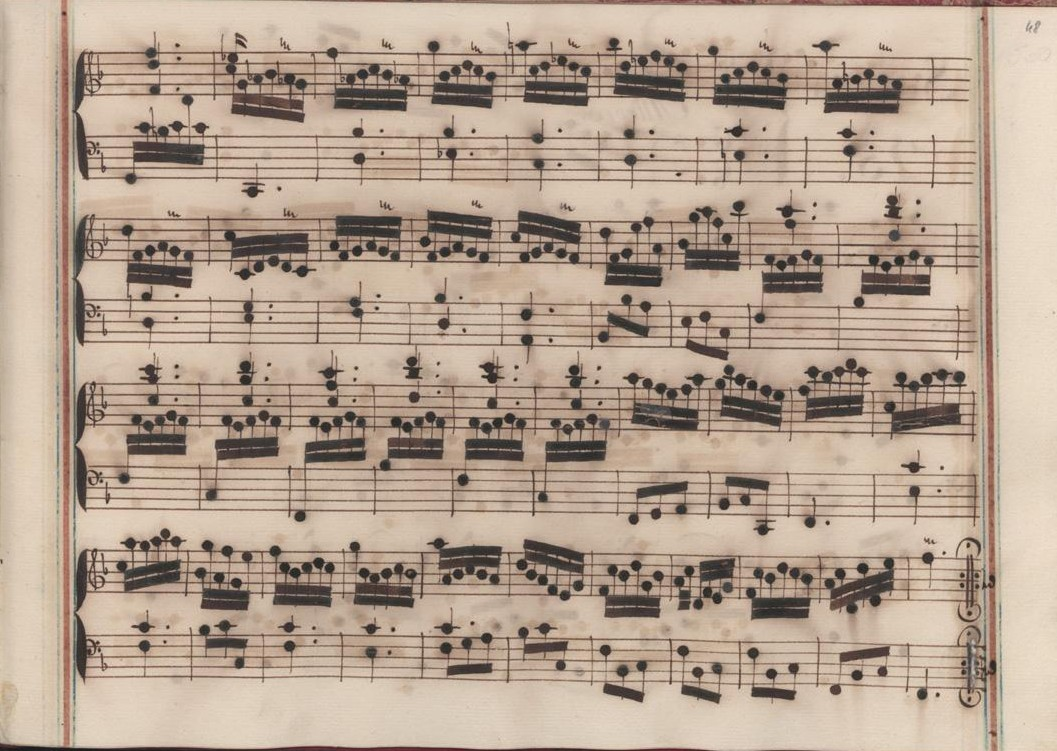
Venise VII 24 (fin de la sonate).

## Interprètes
La sonate K. 349 est défendue au piano, notamment par Carlo Grante (2013, Music & Arts, vol. 4) et Sergio Monteiro (2019, Naxos, vol. 23) ; au clavecin, elle est jouée par Fernando Valenti (1955, Westminster/Millenium), Scott Ross (1985, Erato), Richard Lester (2003, Nimbus, vol. 3) et Pieter-Jan Belder (Brilliant Classics, vol. 8).

## Sources
: document utilisé comme source pour la rédaction de cet article.
- Ralph Kirkpatrick (trad. de l'anglais par Dennis Collins), Domenico Scarlatti, Paris, Lattès, coll. « Musique et Musiciens », 1982 (1re éd. 1953 (en)), 493 p. (ISBN 978-2-7096-0118-4, OCLC 954954205, BNF 34689181).
- Alain de Chambure, « Domenico Scarlatti, Intégrale des sonates — Scott Ross », Erato/Éditions Costallat (2564-62092-2 (livret : 2292-45309-2)), 1985 (OCLC 891183737) .
- (en) Carlo Grante, « Domenico Scarlatti, intégrale des sonates pour clavier (vol. 4) », Music & Arts (CD-1293), 2016 (OCLC 1020680576) .